# مايكل أوكيشوت
مايكل أوكيشوت (بالإنجليزية: Michael Oakeshott)‏ زميل الأكاديمية البريطانية (11 ديسمبر 1901-19 ديسمبر 1990) فيلسوف إنجليزي ومُنظر سياسي كتب عن فلسفة التاريخ، فلسفة الدين، فلسفة الجمال (الاستاطيقا)، فلسفة التعليم وفلسفة القانون.

## سيرة ذاتية

### بدايات حياته
أوكيشوت هو ابن فرانسيس ماودي وجوزيف فرانسيس أوكيشوت الموظف المدني وعضو جمعية فابيان. كان جورج برنارد شو صديقًا له. التحق مايكل بمدرسة سان جورج في هاربندين من عام 1912 حتى عام 1920. تمتع مايكل بأيام دراسته وأصبح سيسيل جرانت مدير المدرسة صديقًا له لاحقًا.
أصبح أوكيشوت عام 1920 طالب المرحلة الجامعية في كلية غونفيل وكايوس في كامبريدج حيث درس التاريخ. نال شهادة الماجستير وأصبح بعد فترة زميلًا في الكلية. عندما كان أوكيشوت في كامبريدج كان مفتونًا بالفلاسفة المثاليين الإنجليز ج. م. إي. مكتاغارت وجون غروتي وبمؤرخ العصور الوسطى زاكاري نوغينت بروك. كان المؤرخ هيربيرت باتارفيلد معاصرًا له وزميلًا في جمعية المؤرخين الشباب.

### ثلاثينيات القرن الماضي
شعر أوكيشوت بالقنوط من التطرف السياسي الذي اجتاح أوروبا في ثلاثينيات القرن الماضي، وتكشف محاضراته الناجية من تلك الفترة عدم إعجابه بالاشتراكية القومية (النازية) والماركسية.

### الحرب العالمية الثانية
رغم أن أوكيشوت في مقالته «ادعاء السياسة» عام 1939 دافع عن حق الأفراد بعدم الانخراط المباشر، انضم إلى الجيش البريطاني عام 1941. يُقال إنه كان يرغب بالانضمام إلى منظمة تنفيذ العمليات الخاصة، ولكن الجيش قرر رفض طلبه لزعمهم أن منظره إنجليزي جدًا، ما يعيقه من تنفيذ عمليات متخفية في القارة. كان في الخدمة الفعلية مع وحدة الاستخبارات فانتوم التي لها اتصالات مع جهاز الطيران الخاص، ولكنه لم يصل أبدًا إلى خطوط القتال الأمامية.

### فترة ما بعد الحرب
سُرح أوكيشوت عام 1945 وعاد إلى كامبريدج. غادر كامبريدج عام 1947 إلى كلية نوفيلد في أوكسفورد ولكن بعد عام واحد أمن لنفسه منصب بروفيسور العلوم السياسية في كلية لندن للاقتصاد خالفًا اليساري هارولد لاسكي. لم يكن أوكيشوت متعاطفًا أبدًا مع حركات الطلاب في كلية لندن للاقتصاد خلال نهاية ستينيات القرن الماضي، إذ كانت هذه الحركات تُعطل عمل الجامعة. تقاعد أوكيشوت من كلية لندن للاقتصاد عام 1969.
في تقاعده اعتاد على العيش بهدوء في كوخ ريفي في لانغتون ماترافيرس في دروست مع زوجته الثالثة. طُلق أوكيشوت مرتين وخاض عددًا كبيرًا من العلاقات الغرامية، منها علاقات مع زوجات طلابه وزملائه وحتى مع حبيبة ابنه سيمون. كان له ابن وُلد خارج الزواج اسمه سباستيان. قد تكون ايريس مردوخ أشهر حبيبات أوكيشوت.
عاش أوكيشوت فترةً طويلة ليرى الاعتراف المتزايد به، رغم الكتابة عنه بشكل أوسع بعد وفاته. رفض أوكيشوت عرض رفقة شرف قدمته له مارغريت تاتشر.

## فلسفته

### الأعمال المبكرة
يُظهر العمل المبكر لأوكيشوت -الذي نُشر بعضه بعد وفاته بعنوان «ما هو التاريخ؟ ومقالات أخرى» (2004) و«مفهوم الفقه الفلسفي» (2007)- أنه كان أكثر اهتمامًا بالمشاكل الفلسفية المستمدة من دراساته التاريخية من اهتمامه بالتاريخ، على الرغم من أنه كان مؤرخًا.

### الفلسفة وأشكال التجربة
نشر أوكيشوت أول كتبه بعنوان «التجربة وأشكالها» عام 1933. أشار أوكيشوت إلى أن الكتاب يدين بالكثير لجورج فيلهليم فريدريك هيغل وف. هـ. برادلي، وأشار المعلقون أيضًا إلى وجود تشابه بين هذا العمل وأفكار المفكرين مثل آر. جي. كولينغوود وجورج سيميل.
يحاجج الكتاب أن تجربتنا شكلية، بمعنى أننا نمتلك وجهة نظر حاكمة عن العالم، سواءً كانت عملية أو نظرية. هناك مقاربات مختلفة يمكن للشخص اتخاذها لفهم العالم، على سبيل المثال العلم الطبيعي والتاريخ هما شكلان منفصلان من التجربة. أعلن أوكيشوت أنه من الخطأ معاملة التاريخ كما لو أنه يجب ممارسته مثل أحد نماذج العلم الطبيعي.
مع ذلك لا تعَد الفلسفة اهتمامًا شكليًا. رأى أوكيشوت الفلسفة، في هذه المرحلة من مسيرته المهنية، على أنها رؤية العالم في ظل الأبدية، حرة من الافتراضات، بينما يعتمد العلم الطبيعي والتاريخ والشكل العملي على افتراضات محددة. اعتمد أوكيشوت لاحقًا (هناك اختلاف على توقيت هذا الاعتماد) رؤية تعددية للأشكال المختلفة للتجربة، وفيها تكون الفلسفة صوتًا بين أصوات أخرى، على الرغم من احتفاظها بميزتها ذات التمحيص الذاتي.
وفقًا لأوكيشوت، فإن المبادئ السائدة في الفكر العلمي والتاريخي هي مبادئ كمية (رؤية العالم في ظل الكميّة) تتالى وجودها من الماضي (رؤية العالم في ظل الماضي). ميز أوكيشوت المنظر الأكاديمي عن الماضي من العملي، وفيه يُرى الماضي من ناحية ارتباطه بحاضرنا ومستقبلنا. وضعه إصراره على استقلالية التاريخ بالقرب من كولينغوود الذي حاجج أيضًا حول استقلالية المعرفة التاريخية.
تفترض الرؤية العملية للعالم الأفكار عن الإرادة والقيمة، وفيها يكون للفعل في مجالات السياسة والاقتصاد والأخلاق معنى معين. ولأن كل الأفعال تخضع للافتراضات، مال أوكيشوت لرؤية أي محاولة لتغيير العالم على أنها اتكال على مقياس القيم التي تقترح بذاتها افتراضات عن سياق التجربة. حتى التغير المحافظ للحفاظ على الوضع الراهن يعتمد على إدارة التغير الحتمي، وهي نقطة اوضحها في مقاله «عن كونك محافظًا».

### مقالات ما بعد الحرب
نشر أوكيشوت، خلال هذه الفترة، ما أصبح أشهر أعماله خلال حياته، مجموعة المقالات المعنونة «العقلانية في السياسة ومقالات أخرى» عام 1962. أكسبت بعض المجادلات ضد الاتجاه الذي اتخذته بريطانيا -خصوصًا فيما يتعلق بقبولها الاشتراكية- سمعةً لأوكيشوت حول كونه محافظًا يسعى لدعم أهمية التراث ومشككًا للعقلانية والأيديولوجيات المعدلة. وصفه بيرنارد كريك على أنه «عدمي وحيد».
اجتمعت معارضة أوكيشوت لما اعتبره مشاريع سياسية طوباوية مع استخدامه لتشبيه (استعاره من ماركيز هاليفاكس وهو مؤلف إنجليزي من القرن السابع عشر كان أوكيشوت مفتونًا به) الدولة بسفينة لا تملك نقطة انطلاق ولا وجهة محددة يكون الجهد فيها فقط لتبقى طافية على نحو متساوٍ. كان أوكيشوت ناقدًا للمؤرخ من جامعة كامبريدج إي. هـ. كار، مؤرخ روسيا السوفيتية، إذ ادعى أن كار لم يتخد أسلوبًا نقديًا للنظام البلشفي واتخذ من بعض دعاياتها قميةً جوهرية.

### «عن السلوك البشري» ونظرية أوكيشوت السياسية
أوضح أوكيشوت في مقاله «عن كونك محافظًا» ما اعتبره التغيير المحافظ قائلًا: «أن تكون محافظًا يعني أن تفضل المألوف على المجهول، وأن تفضل المُجرَّب على غير المُجرَّب، والحقيقة على اللغز، والواضح على المحتمل، والمحدود على غير المحدود، والقريب على البعيد، والكافي على الغزير، والمُقنع على المثالي، والضحكة الحاضرة على النعيم الطوباوي».
إن الفلسفة السياسية لأوكيشوت، كما تُقدم في السلوك الإنساني (1975)، خالية من أي شكل من أشكال السياسة الحزبية. يطور الجزء الأول من الكتاب (حول الفهم النظري للسلوك الإنساني) نظريةً حول العمل الإنساني بصفته ممارسة للأداء الذكي في أنشطة مثل الرغبة والاختيار، ويناقش الجزء الثاني (حول الحالة المدنية) الظروف الرسمية للجمعية المناسبة لأولئك الوكلاء الأذكياء الموصوفين بالارتباط المدني أو القانوني، ويبحث القسم الثالث (حول شخصية دولة أوروبية حديثة) في مدى تأثير هذا الفهم للرابطة الإنسانية على السياسة والأفكار السياسية في تاريخ أوروبا ما بعد عصر النهضة.
يقترح أوكيشوت وجود شكلين أو فهمين كبيرين للتنظيم الاجتماعي الإنساني. في الحالة الأولى، التي يسميها المؤسسة الجامعة، يُفهم أن الدولة تفرض غرضًا عالميًا (الربح والخلاص والتقدم والهيمنة العرقية) على رعاياها. على النقيض من ذلك، فإن الرابطة المدنية هي في الأساس علاقة قانونية تفرض فيها القوانين شروطًا إلزامية للعمل ولكنها لا تتطلب اختيار فعل واحد بدلاً من الآخر.
وجد الأسلوب المعقد، الذي غالبًا ما يكون تقنيًا لكتاب عن السلوك الإنساني، عددًا قليلاً من القراء، وشكل استقباله الأولي في الغالب حيرةً للقراء. استخدم أوكيشوت، الذي نادراً ما استجاب للنقاد، مقالاً في مجلة النظرية السياسية للرد بسخرية على بعض المساهمات التي قدمت في ندوة حول الكتاب.
في كتابه الذي صدر بعد وفاته بعنوان سياسات الإيمان وسياسة الشك، وصف أوكيشوت المؤسسات الجامعة والروابط المدنية بعبارات مختلفة. تعتمد المؤسسة الجامعة على إيمان أساسي بالقدرة البشرية على التأكد من وجود بعض الخير في العالم وفهمه (ما يؤدي إلى سياسة الإيمان)، وتستند الرابطة المدنية إلى شكوك أساسية حول قدرة الإنسان على التأكد من وجود هذا الخير أو تحقيقه (ما يؤدي إلى سياسة الشك). يعتبر أوكيشوت السلطة (وخاصة القوة التكنولوجية) شرطًا أساسيًا ضروريًا لسياسة الإيمان؛ لأنها تتيح للناس الاعتقاد بأن بإمكانهم تحقيق شيء عظيم وتنفيذ السياسات اللازمة لتحقيق هدفهم. تعتمد سياسة الشك -من ناحية أخرى- على فكرة أن الحكومة يجب أن تهتم بمنع حدوث الأشياء السيئة، بدلاً من تمكين الأحداث الجيدة الغامضة.
يستخدم أوكيشوت تشبيه الظرف لوصف نوع ضبط النفس الذي ينطوي عليه القانون. تنص القوانين على شروط ظرفية: فهي تشترط تصرفاتنا، لكنها لا تحدد الأهداف الجوهرية لخياراتنا. على سبيل المثال، قانون مكافحة جريمة القتل ليس قانونًا ضد القتل على هذا النحو، بل هو قانون ضد القتل الجُرمي. لاختيار مثال أكثر تفاهة. لا ينص القانون على أنني امتلك سيارة، لكن إذا امتلكت، يجب أن أقودها على نفس الجانب من الطريق مثل أي شخص آخر. يتناقض هذا مع قواعد المؤسسات الجامعة، إذ تكون الإجراءات التي تتطلبها الحكومة إلزامية للجميع.

## وصلات خارجية
- مايكل أوكيشوت على موقع الموسوعة البريطانية (الإنجليزية)
- مايكل أوكيشوت على موقع إن إن دي بي (الإنجليزية)

- مرات الظهور على سي-سبان